# Stazione di Stoccarda-Zuffenhausen
La stazione di Stoccarda-Zuffenhausen (in tedesco Stuttgart-Zuffenhausen) è la principale stazione S-Bahn del distretto di Zuffenhausen a Stoccarda.

## Movimento
La stazione è servita dalle linee S4, S5 e S6/S60 della S-Bahn.